# 神戸市立魚崎小学校
神戸市立魚崎小学校（こうべしりつ うおざきしょうがっこう）は、兵庫県神戸市東灘区魚崎中町4丁目にある公立小学校。

## 概要
児童数が多く、それに適した規模の大きい小学校である。
1930年当時の校舎は清水栄二の設計で、この小学校の南側のすぐ南にある旧魚崎町役場のほか、御影公会堂、甲南漬資料館（旧高嶋平介邸）も同様に氏の作品である。校舎は2001年に建て替えられたが、旧校舎の意匠を引き継いでいる。
小学校のプールとしては大変珍しい50mプールがある。

## 歴史
- 1873年（明治6年） - 創立。[2]
- 1883年（明治16年） - 西浜田に移転。
- 1892年（明治25年）9月26日 - 校旗制定。
- 1901年（明治34年） - 東三反田に校舎移転。
- 1908年（明治41年） - 己神田に校舎移転。
- 1912年（大正元年） - 校舎改築。
- 1913年（大正2年） - 同窓会設置。
- 1914年（大正3年） - 魚崎尋常高等小学校に改称。
- 1922年（大正11年） - 創立記念日および校歌制定。
- 1930年（昭和5年） - 新校舎落成。
- 1941年（昭和16年） - 魚崎国民学校に改称。
- 1944年（昭和19年） - 50mプール完成。学童疎開。（鳥取県日野郡）
- 1945年（昭和20年）10月 - 疎開終了。
- 1947年（昭和22年） - 学制改革により、魚崎町立魚崎小学校に改称。学校給食開始。
- 1950年（昭和25年） - 合併により神戸市立魚崎小学校に改称。
- 1970年（昭和45年）6月1日 - 住所表示変更。
- 1973年（昭和48年） - 創立100周年。
- 1977年（昭和52年） - 神戸市立福池小学校を校区分離。
- 1978年（昭和53年） - 新校舎竣工。
- 1994年（平成6年） - コンピュータ室設置。
- 1995年（平成7年）1月17日 - 阪神・淡路大震災により避難所となる。
- 2000年（平成12年） - プレハブ校舎に移転。
- 2001年（平成13年） - 新校舎移転。翌年に50mプール完成。
- 2011年（平成23年） - 日本一児童数の多い小学校になる。
- 2012年（平成24年） - 日本で2番目の児童在籍数（1位は船橋市立葛飾小学校）。

## 通学区域
- 神戸市東灘区[3]
  - 魚崎北町1丁目（6～13番）・2 - 4丁目・5丁目（6～9番）、魚崎中町1丁目（7～10番）・2 - 4丁目、魚崎西町1 - 4丁目、魚崎南町1 - 8丁目、魚崎浜町、甲南町4 - 5丁目、住吉南町2丁目（12番20～23号）

## 校区内の主な施設
- 神戸市立魚崎中学校（進学先中学校）
- 魚崎幼稚園
- 東灘警察署 魚崎交番
- 魚崎児童館
- 神戸市東灘処理場

## 交通アクセス
- 阪神本線および六甲アイランド線魚崎駅から東北東へ徒歩5分。
- 神戸市バス 35系統「魚崎小学校前」より約100m。
- 車の場合：国道2号を田中町5丁目交差点で南に折れ、阪神電車手前で右手に見える。魚崎交番はす向かい。

## 通学区域が隣接している学校
- 神戸市立本庄小学校
- 神戸市立福池小学校
- 神戸市立本山第二小学校
- 神戸市立住吉小学校
- 神戸市立六甲アイランド小学校 （海を挟んで隣接。）